# 2. ŽNL Krapinsko-zagorska 2008./09.
Ovaj članak je podtema članka: 6. rang HNL-a 2008./09.

2. ŽNL Krapinsko-zagorska u sezoni 2008./09. je predstavljala drugi stupanj županijske lige u Krapinsko-zagorskoj županiji, te ligu šestog stupnja hrvatskog nogometnog prvenstva. 
 
Sudjelovalo je devet klubova, a prvak lige je postao klub "Oroslavje". 

## Sustav natjecanja
Devet klubova je igralo dvokružnu ligu (18 kola, 16 utakmica po klubu). 

## Ljestvica
| mj. | klub                        | ut. | pob | ner | por | gol+ | gol- | bod     |
| --- | --------------------------- | --- | --- | --- | --- | ---- | ---- | ------- |
| 1.  | Oroslavje                   | 16  | 14  | 2   | 0   | 59   | 15   | 44      |
| 2.  | Mladost Marija Bistrica     | 16  | 9   | 3   | 4   | 52   | 35   | 30      |
| 3.  | Mladost Belec               | 16  | 7   | 3   | 6   | 25   | 18   | 24      |
| 4.  | Sloga Konjščina             | 16  | 7   | 3   | 6   | 34   | 36   | 24      |
| 5.  | Toplice (Krapinske Toplice) | 16  | 6   | 4   | 6   | 30   | 25   | 22      |
| 6.  | Omladinac Dubrovčan         | 16  | 5   | 2   | 9   | 25   | 29   | 17      |
| 7.  | Đalski Gubaševo             | 16  | 5   | 1   | 10  | 21   | 47   | 16      |
| 8.  | Milengrad Budinščina        | 16  | 4   | 2   | 10  | 24   | 46   | 14      |
| 9.  | Lobor                       | 16  | 4   | 2   | 10  | 28   | 47   | 13 (-1) |

## Rezultatska križaljka
| kratica | klub                        | ĐAL | LOB | MIL | MLAB | MLAMB | OML | ORO | SLO | TOP |
| --- | --------------------------- | --- | --- | --- | ---- | ----- | --- | --- | --- | --- |
| ĐAL | Đalski Gubaševo             |     |     |     |      |       |     |     |     |     |
| LOB | Lobor                       |     |     |     |      |       |     |     |     |     |
| MIL | Milengrad Budinščina        |     |     |     |      |       |     |     |     |     |
| MLAB | Mladost Belec               |     |     |     |      |       |     |     |     |     |
| MLAMB | Mladost Marija Bistrica     |     |     |     |      |       |     |     |     |     |
| OML | Omladinac Dubrovčan         |     |     |     |      |       |     |     |     |     |
| ORO | Oroslavje                   |     |     |     |      |       |     |     |     |     |
| SLO | Sloga Konjščina             |     |     |     |      |       |     |     |     |     |
| TOP | Toplice (Krapinske Toplice) |     |     |     |      |       |     |     |     |     |
| |                             |     |     |     |      |       |     |     |     |     |
| podebljan rezultat - utakmice od 1. do 9. kola (1. utakmica između klubova) rezultat normalne debljine - utakmice od 10. do 18. kola (2. utakmica između klubova) rezultat nakošen - nije vidljiv redoslijed odigravanja međusobnih utakmica iz dostupnih izvora rezultat nakošen i smanjen * - iz dostupnih izvora nije uočljiv domaćin susreta prekrižen rezultat - poništena ili brisana utakmica p - utakmica prekinuta 3:0 p.f. / 0:3 p.f. - rezultat 3:0 bez borbe |                             |     |     |     |      |       |     |     |     |     |

 Izvori: 

## Vanjske poveznice
- nskzz.hr, Nogometni savez Krapinsko-zagorske županije
- semafor.hns.family